# 杉田敏
杉田 敏（すぎた さとし、1944年2月16日 - ）は日本の実業家、英語教育者。

## 経歴
- 東京都千代田区出身[1]。
- 少年時代はNHK東京放送児童劇団団員（2期生）で学校放送に出演したことがある[2]。
- 1966年 -青山学院高等部を経て 青山学院大学経済学部卒業。朝日新聞の英字紙『アサヒ・イブニング・ニュース』（後に『ヘラルド朝日』　現在は「インターナショナル・ヘラルド・トリビューン日本版」）記者。
- 1971年 - オハイオ州立大学ジャーナリズム修士号。その後『シンシナティー・ポスト』経済部記者をへて1973年からアメリカのPR会社「バーソン・マーステラ」ニューヨーク本社に入社。
- 1985年 - ゼネラル・エレクトリック日本法人取締役副社長。
- 1987年 - バーソン・マーステラ日本法人社長、電通バーソン・マーステラ副社長
- 1990年 - プラップジャパン副社長。上智大学講師。
- 2007年 - プラップジャパン社長に就任。
- 1987年からNHKラジオ第2放送『やさしいビジネス英語』→『ビジネス英会話』→『実践ビジネス英語』講師（2020年度まで。その後は番組自体が終了。一度2002年度に降板するが、2004年度から復帰）

海外経験が豊富である実績から欧米と日本企業クライアントのためのコミュニケーションを指導している。

## 著書
- 『戦略的ビジネス英会話』旺文社, 1981.5
- 『和洋小咄笑之接点』朝日イブニングニュース社, 1981.12 『英語で読むおもしろ和洋小ばなし』三笠書房 (知的生きかた文庫)
- 『企業紹介の英語 ビジネスに役立つ話題づくりの本 和英対訳』ジャパンタイムズ, 1985.2
- 『英語会話表現辞典』編. 旺文社, 1985.8
- 『アメリカン・ジョークの世界 カテゴリーでさぐる笑いの構造』ジャパンタイムズ, 1990.12
- 『杉田敏の英語落書帖』日本放送出版協会, 1990.6
- 『ビジネス英語辞典』編. ジャパンタイムズ, 1992.2
- 『はじめてのビジネス英会話』講談社現代新書) 1994.9
- 『NHKビジネス英語を学ぼう vol.2(応用編)』日本放送出版協会, 1995.4
- 『NHKビジネス英語を学ぼう vol.3(発展編)』日本放送出版協会, 1995.4
- 『英語の達人』ディーエイチシー, 1996.12
- 『NHK やさしいビジネス英語　ベスト・セレクション Vol. 1-2』日本放送出版協会, 1998.5
- 『元気がでる英語 杉田敏のquote…unquote』ビジネス社, 1999.2
- 『最新アメリカジョーク事情 インターネット版ジョークが映す現代アメリカ』DHC, 1999.9
- 『TOEIC test最新ビジネス英単語1500 杉田敏のパワーアップボキャビル』 (資格・検定V books) 学習研究社, 2000.3
- 『アクティブ英語会話表現辞典』編. 旺文社, 2000.7
- 『ビジネスで使えることわざ 英会話の香辛料』 (Bilingual books) 講談社インターナショナル, 2001.7
- 『やさしいビジネス英語 決定版 v.1-3 (NHK CD-extra book)』日本放送出版協会, 2002-03
- 『TOEIC test入門ビジネス英単語1300 杉田敏のパワーアップボキャビル』 (資格・検定v books) Joseph Phillips 英文校閲問題作成. 学習研究社, 2002.4
- 『人を動かす!話す技術』PHP新書 2002.7
- 『NHKやさしいビジネス英語 実用フレーズ辞典』編. 日本放送出版協会, 2003.3
- 『人生を考える英語 名言・迷句このひと言196』プレジデント社, 2004.9
- 『NHKラジオビジネス英会話 海外勤務・大滝怜治編』 (NHK CD book) 日本放送出版協会, 2005.10
- 『人を動かす!プレゼンテーション 心をとらえるコミュニケーションの技術』PHPエディターズ・グループ, 2005.12
- 『NHKラジオビジネス英会話 高橋修三ヘッドハントされる』 (NHK CD book) 日本放送出版協会, 2007.10
- 『NHKラジオビジネス英会話 高橋修三キャリアアップの道』 (NHK CD book) 日本放送出版協会, 2008.2
- 『中国ビジネスに失敗しない7つのポイント PR戦略で乗り越える!』角川書店, 2011.10
- 『対話力アップビジネス英語フレーズ800 NHK実践ビジネス英語』NHK出版, 2014.8
- 『実践ビジネス英語ニューヨークシリーズベストセレクション (NHK CD BOOK) NHK出版, 2016.7
- 『成長したければ、自分より頭のいい人とつきあいなさい グローバル人材になるための99のアドバイス』講談社, 2017.6
- 『現代アメリカを読み解く NHKラジオ実践ビジネス英語』DHC, 2019.9
- 『アメリカ人の「ココロ」を理解するための教養としての英語 NHK実践ビジネス英語』 (語学シリーズ) NHK出版, 2020.1
- 『実践ビジネス英語ニューヨークシリーズベストセレクション 完結編』 (NHK CD BOOK) NHK出版, 2021.4
- 『英語の新常識』インターナショナル新書 2022.2

### 共著
- 『英会話質問帖 会話をスムーズに運ぶための』浦島久共著. ジャパンタイムズ, 1985.11
- 『ビジネス英語basic500 状況別50テーマ』浦島久共著. ジャパンタイムズ, 1987.12
- 『やさしいビジネス英語』 (NHK語学comic) 原作. 日本放送出版協会, 1989.3
- 『ビジネス英語リスニング・チャレンジ』浦島久共著. DHC, 2008.5

### 翻訳
- アニータ・ロディック『ボディ・アンド・ソウル :ボディショップの挑戦』ジャパンタイムズ, 1992.5